# Собор Святой Анны (Елгава)
Собор святой Анны (латыш. Jelgavas Svētās Annas evaņģēliski luteriskā baznīca) — старейшая церковь в Елгаве.

## История
Когда герцог Готхард Кетлер выбрал Елгаву своей резиденцией и предоставил ей городские права, в 1573 году он построил деревянную церковь для городской латышской лютеранской общины. Новая церковь была посвящена Святой Анне и поддерживалась женой герцога Готхарда, принцессой Анной Кетлер Мекленбургской (1531—1602). В 1619—1621 годах рядом со старой деревянной церковью была построена каменная башня. Новая каменная церковь была построена на месте старой церкви во время правления Фридриха Кетлера в 1638—1641 годах мастером-строителем Иоганном Кольхауэром. Старая каменная башня была расширена до 49 метров в 1649 году.
В 1730 году в церкви был построен балкон, названный «новым фонарем мясников», в 1750 году башня была перестроена, в 1777 году был построен второй балкон, названный «синим фонарём стражи», а в 1782 году латышские мастера и художники из нового герцогского дворца построили самый великолепный балкон в церкви.
7 мая 1859 года молния ударила в шпиль церковной башни, и башню пришлось перестраивать заново. В 1883 году, во время служения пастора Морица Вильгельма Конрадиуса (1850—1902), в церковном саду был посажен дуб в честь 400-летия Мартина Лютера. Около 1910 года церковь приобрела алтарный образ «Христос и самаритянка» работы Яниса Розенталса. После окончания Войны за независимость в церкви была установлена мемориальная доска в память о погибших в Первой мировой и Войне за независимость.
Здание было перестроено в 1930—1932 годах по проекту архитектора П. Кундзиньша. Во время Второй мировой войны, 4 августа 1944 года, храм сгорел, но приход восстановил его в 1948—1968 годах по проекту архитектора П. Саулитиса. В 1997 году здание было отремонтировано.